# Wilhelm Moormann
Wilhelm Moormann, auch Wilhelm Mormann (* 2. August 1882 in Wiedenbrück, Provinz Westfalen; † Dezember 1914 in Russisch Polen), war ein deutscher Bildhauer.

## Leben

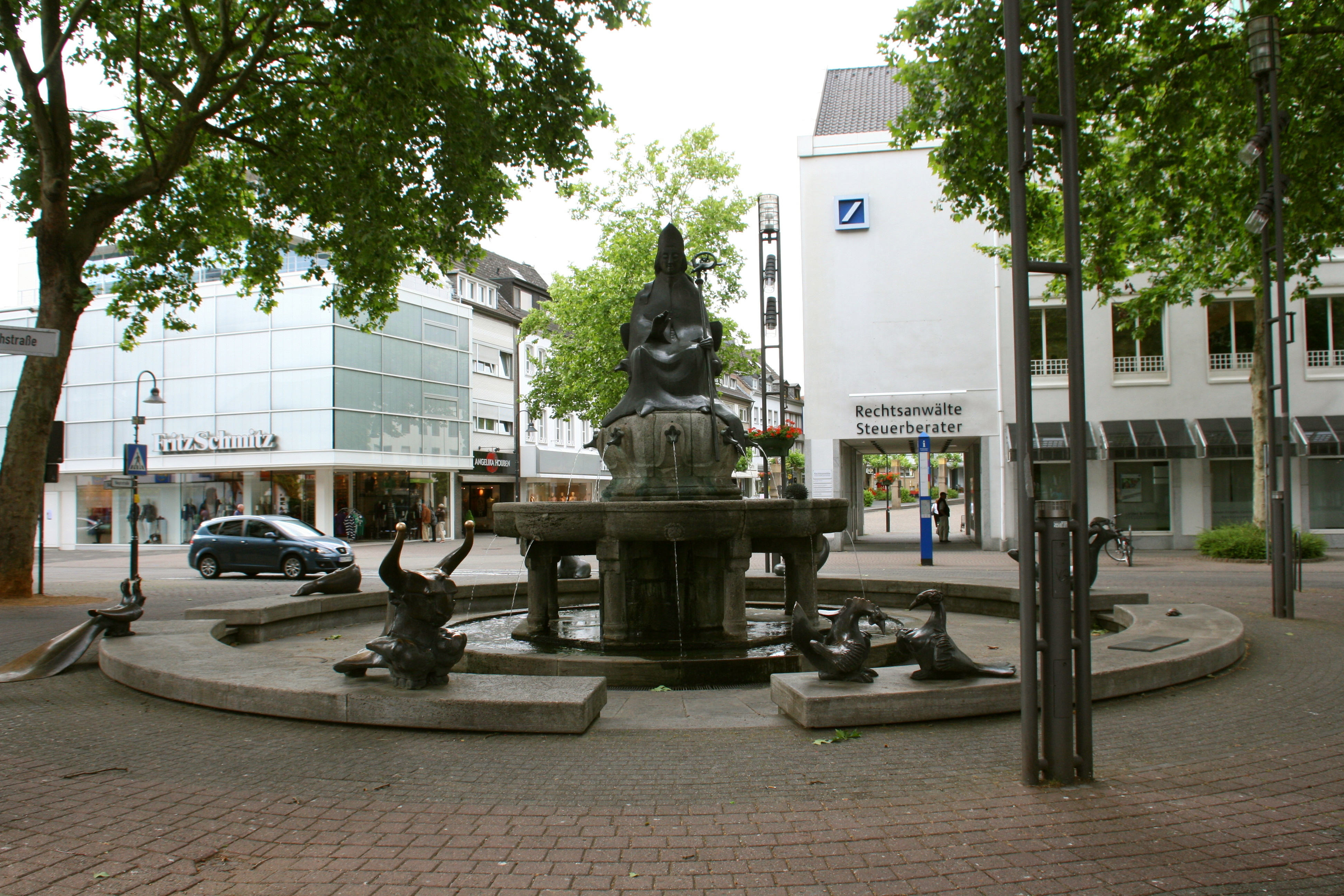
Remigiusbrunnen in Viersen, nach der Umgestaltung durch Gernot Rumpf

Moormann, Sohn des in kirchlichen Kreisen bekannten, der Wiedenbrücker Schule zugerechneten Altarbauers Anton Mormann, studierte ab 1900 Bildhauerei an der Kunstakademie Düsseldorf unter Karl Janssen. Er ließ sich in Düsseldorf nieder, wo er 1910 in der Citadellstraße 5 wohnte. Moormann schuf kirchliche Plastiken, außerdem Brunnen in Viersen und Marstein. Den am 15. Oktober 1916 eingeweihten Remigiusbrunnen in Viersen entwarf er zusammen mit seinem jüngeren Bruder Julius, einem Architekturstudenten von Theodor Fischer an der Technischen Hochschule München. Beide Brüder wurden Soldaten im Ersten Weltkrieg. Wilhelm Moormann fiel im Alter von 32 Jahren an der Ostfront.